# Lagarotis ustulata
Lagarotis ustulata är en stekelart som först beskrevs av Holmgren 1857.  Lagarotis ustulata ingår i släktet Lagarotis och familjen brokparasitsteklar. Arten är reproducerande i Sverige. Inga underarter finns listade i Catalogue of Life.